# John E. Arnold
John Edward Arnold (* 14. März 1913 in Minneapolis, Minnesota; † 28. September 1963 in Italien) war ein amerikanischer Professor für Maschinenbau und Betriebswirtschaftslehre am Massachusetts Institute of Technology und an der Stanford-Universität. Er ist bekannt für seine Forschungen zu Erfindertum im Zusammenhang mit kreativem Denken und Vorstellungskraft und für seine Beträge zur Bildungsphilosophie in Ingenieurwissenschaften. Er gilt als Vordenker des Design Thinkings.

## Leben und Wirken
John Arnold erwarb 1934 einen Bachelor in Psychologie an der University of Minnesota. Da er als Psychologe keine Arbeit fand, fing er als Nachtwächter in einer Ölfabrik an und weckte dort sein Interesse für Technik. Er wurde Mechaniker in einer Autowerkstatt und später Konstrukteur in einer Industriemaschinenfabrik.
1940 schloss er einen Master in Maschinenbau am Massachusetts Institute of Technology ab. Von 1942 bis 1957 lehrte er am Massachusetts Institute of Technology. Dort unterrichtete er zuerst Technische Mechanik. Sein Interesse an technischem Design und sein psychologisches Verständnis von Pädagogik bewegten ihn aber dazu, das „Creative Engineering Laboratory“ am MIT zu gründen. Arnold wollte bei seinen Studenten die Kreativität fördern, um unübliche, aber passgenauere Lösungen für Probleme zu finden. Dazu ließ er sie Probleme lösen, die sie veranlassten positiv unkonformistisch – wie er es nannte – zu denken. Bekannt wurde in diesem Zusammenhang sein Arcturus IV Projekt. Dabei sollen seine Studenten für einen von ihm ausgedachten, fernen Planeten Haushaltsmaschinen, Autos und andere Geräte erfinden. Außerdem waren seine Sommerseminare zu Creative Engineering bekannt. Diese Seminare wurden durch Vorträge von Abraham H. Maslow zu Kreativitätsblockaden, Joy P. Guilford zu Kreativitätsmessungen, Alex F. Osborn zu Brainstorming ergänzt.
1957 bekam Arnold eine Professur für Betriebswirtschaftslehre und Maschinenbau an der Stanford-Universität. Creative Engineering zeichnete sich durch das Verständnis von Design als eine interdisziplinäre Kombination von Aspekten aus der Psychologie, Produktionstechnik, dem Marketing und den Ingenieurwissenschaften aus. Dieser Bezug zum Design leitete Arnold, die „Stanford Design Devision“ zu gründen. Aufbauend auf diesem Programm entwickelten Robert McKim und Matt Kahn gemeinsam das Joint Program in Design, und später gründete David Kelley, einer der Gründer von IDEO, das Hasso Plattner Institute of Design.
Während eines Sabbaticals in Italien verstarb John Arnold 1963. Er schrieb dort an einem Buch zu Ingenieurphilosophie, das jedoch nie fertiggestellt wurde.